# Souls Triumphant
Souls Triumphant er en amerikansk stumfilm fra 1917 af John B. O'Brien.

## Medvirkende
- Lillian Gish som Lillian Vale
- Wilfred Lucas som Robert Powers
- Spottiswoode Aitken som Josiah Vale
- Louise Hamilton som Hattie Lee
- Kate Bruce